# Église Saint-Denis de Bron
Pour les articles homonymes, voir Église Saint-Denis.
L'église Saint-Denis est située sur la commune de Bron dans le département du Rhône, en France,.